# Victoria eremita
Victoria eremita là một loài bướm đêm trong họ Geometridae.